# Esbjerg Lufthavn
Esbjerg Lufthavn (IATA: EBJ, ICAO: EKEB) is een kleine internationale luchthaven gelegen op 9,2 km ten noordoosten van de stad Esbjerg.
DAT biedt lijnvluchten naar het Noorse Stavanger, Loganair vliegt vanuit Esbjerg op Aberdeen. In het verleden werden er vluchten uitgevoerd naar Luchthaven Londen Stansted. In het voorjaar van 2015 begon Es-Air een binnenlandse route naar Kopenhagen, maar deze werd vanwege een tekort aan passagiers na vier weken stopgezet. Het aantal reizigers dat van de luchthaven gebruik maakt schommelt sinds 2008 tussen de 80.000 en 130.000 passagiers per jaar.